# Paul Monthé
Pour les articles homonymes, voir Monthé.
Paul Monthé est un homme d'affaires camerounais, né à Bana (Kamerun) en 1914, opérateur économique et le premier président camerounais de la chambre du commerce, des mines et de l’industrie du Cameroun. Il est promoteur du commerce euro-camerounais dans les années 1960-1970. Il introduit et fait connaitre le champagne Laurent Perrier et la marque de véhicule Toyota au Cameroun.

## Biographie

### Enfance, éducation et débuts
Paul Monthé est né à Bana en 1914. Son père est Difeu Tamnno et sa mère Yowou. Après l'école primaire à Bana, il fréquente l’école primaire supérieure de Yaoundé. C'est à Yaoundé qu'il rencontre Paul Soppo Priso, Louis Marie Pouka et André Fouda Ombga. 
Tous les 3 sont cadres administratifs locaux et ils forment l'association Jeunesse camerounaise française (Jeucafra).

### Carrière
Peu après la fin de la colonisation allemande au Cameroun en 1916, lorsque, placé sous mandat de la France et de la Grande-Bretagne par la Société des nations, le Cameroun crée sa chambre de commerce en 1921, Celle-ci est administrée par des Français jusqu’à l'indépendance de 1960,.
Opérateur économique, exportateur, Paul Monthé devient le premier président camerounais de la chambre du commerce, des mines et de l’industrie du Cameroun,,  avec pour mission la vulgarisation des produits camerounais à l'étranger par la participation aux foires-expositions internationales.
Entrepreneur, Paul Monthé se sert de son mandat au Conseil économique français pour tisser des contacts commerciaux. 
En 1959, en association avec Joseph Kadji Defosso, autre industriel camerounais maire et aussi originaire de Bana, il crée, son premier commerce  – les établissements Kadji & Cie qui jouera un rôle important dans l’émergence des grands commerçants camerounais d’alors. Après des déboires avec la société Kadji & Cie, il crée le 8 août 1968, les établissements Monthe Paul & Cie qui fait l’import-export, le négoce (café, cacao, vins, spiritueux) et le commerce général. C'est Paul Monthé qui introduit et fait connaître au Cameroun le champagne Laurent Perrier. Il est aussi le représentant au Cameroun des véhicules Toyota.
En 1961, il est le premier président du conseil d’administration de la Société camerounaise de banque (SCB).

Il meurt en 1974 et reçoit des obsèques officielles.

## Vie privée
Il est le père de plusieurs enfants(dix garçons et sept fille issus de ses deux épouses)dont Patrice - avocat - et Dieudonné Monthé.
Il est par ailleurs l'oncle de Dieudonné Happi,avocat ,membre de la CAF et ancien Président de comité de normalisation de la Fecafoot.

## Œuvres
Il est auteur du rapport : Définition d'une politique économique, sociale et monétaire d'ensemble des pays de l'Union française : problèmes économiques.

## Distinctions
- Médaille française de la Résistance, le 15 mai 1959
- Chevalier de l’ordre national de la valeur du Cameroun, par décret du 6 mai 1960
- Chevalier de la Légion d’honneur française, le 19 juin 1963
- Officier de l’Ordre national de la valeur le 8 octobre 1963
- Chevalier du Mérite commercial français le 8 mai 1964
- Commandeur de l’Ordre national de la valeur le 8 juillet 1968[a 4]
- Depuis 1988,  après une délibération de la communauté urbaine de Douala, une « rue Paul Monthé » est baptisée à son nom au quartier Bonapriso à Douala où il a vécu[a 4].